# S3 그래픽스
S3 그래픽스(S3 Graphics)사는 그래픽 칩셋을 전문으로 생산하는 회사이다.

## 역사
S3는 1989년 1월, 다도 바나타오와 로날드 야라가 세운 회사였다. 1993년 3월 5일에 S3는 나스닥에 2,000,000 셰어의 주식 상장을 시작했다. 독립 회사로서 몇 해 동안 어느 정도 수익을 내며 보드 내장 3차원 카드로의 전환에 힘을 쏟자, S3는 소비자 전자 회사로 거듭났으며, 그 뒤 323,000,000 달러를 받고 비아 테크놀로지스에 코어 그래픽스 부서를 판매하였다. 합작 회사 S3 그래픽스는 S3 그래픽스 기술 기반의 칩셋을 개발하여 시장에 계속 내놓고 있다.

## 제품
S3는 주로 개인용 컴퓨터를 위한 그래픽 카드를 생산하였다. S3 TRIO와 같은 초기 제품이 2D 전용이었으나, 나중에 S3 기능이 ViRGE와 S3 세비지에 추가되었다. 최근에 S3 칩셋은 비아의 노스 브리지 부분으로 판매되고 있다.

## 그래픽 컨트롤러
- S3 911, 911A (1990년)
- S3 924
- S3 801, 805, 805i
- S3 928
- S3 805p, 928p

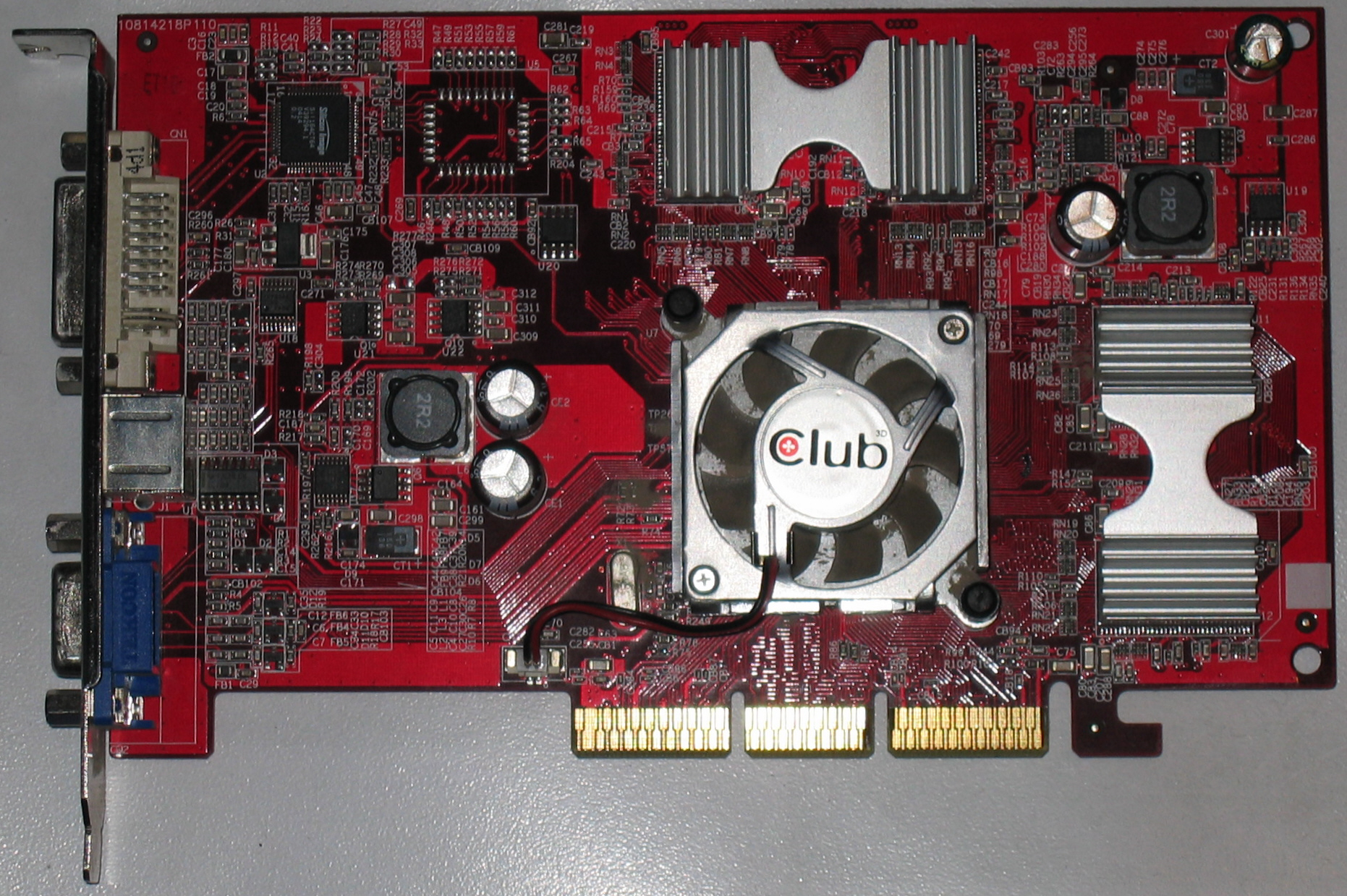
델타크롬 S8

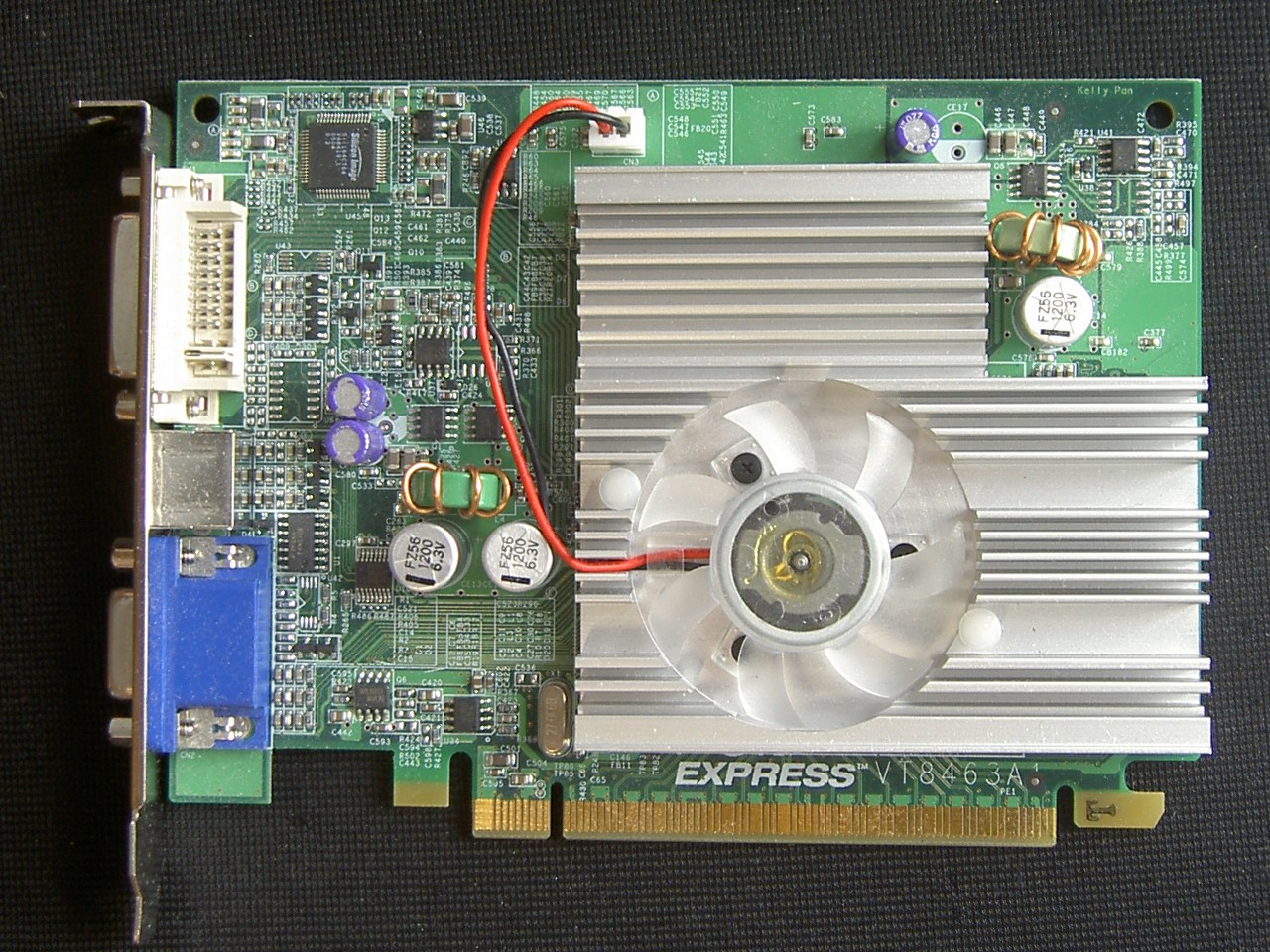
크롬 S27JE

- S3 Vision864, Vision964 (1994년)
- S3 Vision868, Vision968
- S3 트리오 32, 64, 64V+, 64V2 (1995년)
- S3 ViRGE, VX, DX, GX, GX2, VX, Trio3D
- S3 세비지 3D (1998년), 4 (1999년), 2000 (2000년)
- Aurora64V+, S3 ViRGE/MX, 슈퍼세비지, 세비지XP
- ProSavage, Twister, 유니크롬
- 감마크롬, 델타크롬, 크롬 20 시리즈
- S3 GenDAC, SDAC

미디어 칩셋
- 소닉/AD 사운드 칩셋
- SonicVibes
- Scenic/MX2